# Perses (Titan)
Perses (altgriechisch Πέρσης Pérsēs) ist ein Titan und Gott der Zerstörung in der griechischen Mythologie.
Er ist ein Sohn des Titanen Kreios und der Eurybia, seine Geschwister sind Astraios und Pallas. Mit der Titaniden Asteria zeugt er die Göttin Hekate. Bei Dionysios von Milet besteht eine Verbindung zwischen dem Titanen Perses und Perses, dem Sohn des Helios, indem er den Heliossohn als Vater der Hekate nennt.
Als abweichende Namensformen sind im Homerischen Hymnos an Demeter „Persaios“ und in Lykophrons Alexandra „Perseus“ bezeugt.